# Betula psammophila
Betula psammophila är en björkväxtart som beskrevs av Viktor Nikolayevich Vassiljev. Betula psammophila ingår i släktet björkar, och familjen björkväxter. Inga underarter finns listade.